# Agrolimen
Agrolimen es un holding multinacional español con sede en Barcelona de capital familiar catalán, en manos de seis hermanos. Luis Carulla fundó la empresa en 1964 y fue el presidente hasta su muerte en 1990. La empresa está presente principalmente en el sector de la alimentación. Sus principales enseñas son Gallina Blanca, dedicada a los caldos y platos preparados, y Affinity, dedicada a la alimentación para mascotas.

## Historia
Los orígenes de la compañía se remontan a 1937, cuando Luis Carulla creó Gallina Blanca. Años más tarde, con el fin de hacer frente a la entrada de las multinacionales de la alimentación en España, Gallina Blanca se asoció al 50% con Borden Co. y paralelamente en 1964 se constituía Agrolimen para diversificar la empresa. Desde entonces la empresa ha diversificado los sectores donde opera manteniéndose siempre en manos de la misma familia.
Anteriormente, el grupo era propietario de la compañía Arbora & Ausonia (Dodot, Ausonia, Tampax,...), hasta que en julio de 2012 se la vendió al grupo estadounidense Procter & Gamble. Agrolimen también era el dueño de una filial centrada en la venta de golosinas y confitados, Joyco (Boomer, Solano,...) que fue vendida en 2004 a la multinacional estadounidense Wrigley. En 2004 también vendió la cadena de locales de distribución de congelados La Sirena al fondo de capital británico 3i.
Fue propietaria del 20% de la aerolínea de bajo coste Clickair, antes de que esta desapareciera al integrarse en Vueling. Entre finales de los años 60 y 1990 el grupo de los Carulla también comercializaba el refresco Trinaranjus, el cual fue vendido finalmente al grupo Cadbury-Schweppess. En agosto de 2013 vendió la enseña de vinos Mont-Ferrant a la familia Raventós Basagoiti, dueños también del Grupo Codorniú.
Desde su fundación en 1980 el holding era dueño de la marca de productos dietéticos Bicentury. Esta fue vendida en octubre de 2015 al grupo japonés Nutrition&Santé.
Agrolimen también era propietario de la filial de restauración The Eat Out Group, propietario de las franquicias Pans & Company, Bocatta, Fresc Co, Pollo Campero, Loja das sopas y Dehesa Santa María. En noviembre de 2016 la empresa fue adquirida por el grupo portugués Ibersol.

## Empresas y marcas del grupo

### Mascotas
- Affinity

### Alimentación
- Gallina Blanca
- El Pavo